# TGV Réseau
De TGV-Réseau is een soort treinstel, gebouwd om op alle LGV's ingezet te kunnen worden. Sommige van deze treinen zijn geschikt voor de bovenleidingsspanning van 3000V die in België en Italië wordt gebruikt. Van deze subserie worden 10 treinstellen ingezet voor Eurostar-diensten (vroegere Thalys) naar Brussel en Amsterdam. Deze treinstellen worden TGV PBA (Parijs-Brussel-Amsterdam) genoemd en zijn in de Thalyskleuren geschilderd. Ook de diensten naar Luxemburg via de LGV-Est worden met TGV-R-treinstellen uitgevoerd.
De aandrijving van de TGV-R is verbeterd ten opzichte van de TGV-A om deze geschikt te maken voor het langdurig rijden op topsnelheid. De TGV-R legt langere afstanden af over de LGV's. Dit weerspiegelt zich niet in het vermogen van 8800 kW, dat is gelijk aan de TGV-A. De maximale dienstsnelheid is 320km/h.